# Erikova kronika
Erikova kronika (švedsko Erikskrönikan) je delo, pisano v verzih, in je eno od najstarejših švedskih literarnih del. V 1320. letih jo je napisal neznan avtor. Na osnovi Erikove kronike si skonstruirali zgodovina švedskih konungov (kraljev) iz rodbine Folkungov od sredine 13. stoletja do prihoda na prestol Magnusa Eriksona leta 1319.

## Naslov
Kronika je dobila naslov po glavnem junaku, vojvodi Eriku, očetu Magnusa Eriksona. Naslov je dobila šele v 14. stoletju, da bi jo bilo laže razlikovati od kasnejših rimanih kronik. V 15. stoletju so je imenovali Stara rimana kronika. O njenem izvirnem naslovu ni nič znanega.

## Prepisi
Besedilo Erikove kronike se je ohranilo do danes v devetnajstih rokopisnih kodeksih. Najstarejši od njih, imenovan Knjiga gospel Marte (švedsko  Fru Martas bok), datiran v leto 1457, vsebuje poleg kronik še vrsto rimanih pripovedi. Pripovedi so tudi v dveh starejših rokopisih, Sepelbergovi knjigi (Spegelbergs bok, 1470-1480) in Knjigi gospe Elin (Fru Elins bok, 1476). Slednja je podlaga za vse sodobne švedske izdaje Erikove kronike. Kroniki, ki pripadata dvema aristokratskima damama,  gospema Marti in Elin, vsebujeta vrsto  napak. V prvi ni uvoda, v drugi pa se jarl Birger naslavlja z  ricar. Spremembe so bile verjetno narejene na zahtevo lastnikov rokopisov.

## Zgodovinski vir
Kronika je dragocen zgodovinski vir. Vidno mesto v njej zavzema opis rusko-švedskih vojn, zlasti opis sovražnosti, povezanih z gradnjo in napadom Rusov na trdnjavo Landskrona  (verzi 1458-1805). Podrobnostim v tem besedilu ni para niti v ruskih in niti švedskih srednjeveških  virih.

## Vsebina
Avtor hvali Boga (Gud), ker je ustvaril čudovit svet in Švedsko (Swerighe) v njem. Ko opisuje junaštvo švedskih vitezov (riddar), jih avtor primerja z gotskim kraljem Teodorikom (Didrik). Po smrti zagotovo vsi pridejo  v nebeško kraljestvo (hymmerik). Seznam hrabrih Švedov se začne s kraljem Erikom, ki je bil v sovraštvu s Knutom.
[1234] Po Knutovi smrti je Švedom zavladal Erik Lisp in svojo sestro Ingebordo poročil z Jarlom Birgerjem. Kmalu zatem je Birger vodil ekspedicijo proti poganskim Tavastom (taffwesta), kjer se je po zmagi kristjanov zgradila trdnjava Tavastborg.
[1250] Po Erikovi smrti je starešina Joar Blaa pokazal na Birgerjevega sina Valdemarja kot bodočega kralja. Valdemarjevi mlajši bratje so bili Benedikt, Magnus in Erik. Njegovi sorodniki Folkungi so se temu ukazu uprli. S posredovanjem škofa je bil spor ustavljen, vendar je Jarl Birger zagrešil povračilne ukrepe nad svojimi razoroženimi sovražniki. Eden od preživelih junkerjev (jonker), Karl, je zapustil Švedsko in umrl v bitki križarjev z litovskimi pogani (lettugha).
[1260] Jarl Birger organizira poroko svojega sina, dvajsetletnega Valdemarja, s Sofijo, hčerko Erika Danskega, zaradi česar sta bili mesti Trelleborg in Malmö kot dota preneseni na Švedsko.
Jarl Birger zgradi Stockholm, da bi se zaščitil  pred Kareli (1252). Tu avtor omenja tudi pohod na Sigtuno (1187), ko so se Kareli (karela) in Rusi (rytza) izkrcali na obalo Švedske in opustošili Sigtuno ter ubili uppsalskega nadškofa Jona.
Zgodba se nadaljuje s tiho smrtjo Jarla Birgerja na Švedskem in zlobnem umoru kralja Erika na Danskem. Kratka zgodba pripoveduje o srečanju kralja Valdemarja z drugo Erikovo hčerko, Jutto, kar je vzbudilo ljubosumje njegove žene. Nato so navedeni Valdemarjevi otroci: Erik, Rikitza in Marina.
[1275] Zaradi spora preide oblast z Valdemarja na njegovega brata Magnusa. Valdemar pobegne v Värmland. Brata sta se nato pobotala in si razdelila državo. Svealand je pripadel Magnusu, Småland in Västergötland pa Valdemarju.
[1276] Magnus se v Kalmarju poroči z nemško grofico Helvigo.
[1277] Magnusovo kasnejše življenje je zapletel prepir z danskim kraljem Erikom, ki je zahteval plačilo za podporo Magnusu v njegovem spopadu z Valdemarjem. V bitki pri Ettaki je majhen oddelek Švedov popolnoma porazil oddelek Dancev. Danski kralj Erik je zato pristal na mir, Magnus pa se je Dancem oddolžil s srebrom.  Magnus  se je nato odločil, da se bo  pokazal za pokrovitelja cerkve in postavil stolnico sv. Klare.
[1290] Magnusova smrt in vzpon na oblast Torgilsa Knutssona, ki je sprožil novo ofenzivo proti deželam poganov (hedna landa).
[1293] Knutsson ustanovi Viborg (Wiborgh) v karelskih deželah.
[1295] Švedski odred pod poveljstvom Sigge Lokija osvojil karelski Keksholm (Kekes holm), vendar vendar ga Rusi v protinapadu ponovno zavzamejo in porazijo Švede.
[1300] Knutsson ustanovi trdnjavo Landskrona (Landzkrona) ob sotočju Ohte (Swärta, tj. črna) in Neve (Nyo). V odpravi sodeluje 1100 švedskih vojakov. 800 Švedov pod poveljstvom Haralda nato odpluje v čolnih do jezera Ladoškega jezera, kjer je bila južna obala že ruska dežela (Rytzland). Harald je moral zaradi neurja pristati v Kareliji, kjer je brutalno opustošil bivališča Karelov. Nato se je po 5 dneh vrnil na Orehov otok (Pekkinsäär). Naslednje leto so po umiku glavnine  švedske vojske Rusi skupaj s Kareli vdrli v Landskrono, katere garnizija je trpela zaradi lakote in skorbuta.

## Sklic
1. ↑  Шаскольский, Игорь Павлович.  Борьба Руси за сохранение выхода к Балтийскому морю в XIV веке. — Л.: Наука, 1987. str. 25.